# Teutlán
Teutlán es un pueblo del Municipio de Tolimán (Jalisco) de la Región Sur de Jalisco, México. Tehutlán proviene del Náhuatl, "Lugar de Dioses".
El municipio se ubica al costado del Río Ayuquila y forma parte del llamado Camino Real de Colima. 
Entre sus atractivos turísticos se encuentran el puente colgante y el Templo de San Francisco.